# Шоссе 85 (Израиль)
Шоссе 85 (ивр. כביש 85‎ , англ. Highway 85) — израильское шоссе, ведущее с востока на запад в северной части Израиля. Длина шоссе 47 км, оно ведет от Акко на западе до пересечения с Шоссе 90 около озера Кинерет .
Шоссе 85 от Акко до перекрёстка Ханания это древний караванный путь проложенный в долине Бейт-Керем, и он обозначает границу между Нижней Галилеей с юга от шоссе и Верхней Галилеей с севера от шоссе. 
Участок шоссе 85 восточнее перекрёстка Халафта и до перекрёстка Амиад был проложен Департаментом национальный дорог Израиля в 1980-е годы. До этого шоссе 85 сворачивало и заходило в город Цфат, поэтому до сих пор иногда это шоссе называют «Шоссе Акко-Цфат». В черте города Акко шоссе называют улица Бен-Ами. .
Дорога ранее проходила через застроенные территории деревень Крум и Рама, но потом на этом участке шоссе проложили объезд деревень для оптимизация потока движения. 
Участок шоссе от Кармиэля до перекрёстка Ханания входит в десятку самых опасных (аварийных) дорог Израиля .

## Перекрёсткииразвязки
| Километр | Название                                                          | Тип | Расположение   | Пересечение дорог        |
| -------- | ----------------------------------------------------------------- | --- | -------------- | ------------------------ |
| 0        | ивр. צומת תל עכו‎ (Перекрёсток Тель-Акко)                          |     | Акко           | Автодорога 8510          |
| 2        | ивр. צומת עכו מזרח‎ (Перекрёсток Акко Мизрах)                      |     | Акко           | Шоссе 4                  |
| 5        | ивр. צומת ללא שם‎ (Перекрёсток без имени)                          |     | Жадейди-Макр   | Въезд в Жадейди-Макр     |
| 8        | ивр. צומת יאסיף‎ (Перекрёсток Яасиф)                               |     | Ахихуд         | Шоссе 70                 |
| 9        | ивр. צומת יאסיף‎ (Перекрёсток Яасиф)                               |     | Ахихуд         | Шоссе 70                 |
| 11       | ивр. צומת ציקלון‎ (Перекрёсток Циклон)                             |     | Ахихуд         | Въезд в промзону Бар-Лев |
| 15       | ивр. צומת גילון‎ (Перекрёсток Гилон)                               |     | Гилон          | Автодорога 8512          |
| 16       | ивр. צומת מג'ד אל כרום מערב‎ (Перекрёсток Маджет аль-Кром Маарав)  |     | Мажд-эль-Курум | Въезд в Маджет аль-Кром  |
| 19       | ивр. צצומת מג'ד אל כרום מזרח‎ (Перекрёсток Маджет аль-Кром Мизрах) |     | Мажд-эль-Курум | Въезд в Маджет аль-Кром  |
| 20       | ивр. צומת ביענה‎ (Перекрёсток Баана)                               |     | Баана          | Въезд в Баана            |
| 20.5     | ивр. צומת כרמיאל מערב‎ (Перекрёсток Кармиэль Маарав)               |     | Кармиэль       | Шоссе 784                |
| 22.5     | ивр. צומת כרמיאל‎ (Перекрёсток Кармиэль)                           |     | Кармиэль       | Шоссе 856                |
| 24.5     | ивр. צומת ללא שם‎ (Перекрёсток без имени)                          |     | Нахф           | Въезд в Нахф             |
| 25       | ивр. צומת ללא שם‎ (Перекрёсток без имени)                          |     | Кармиэль       | Въезд в Кармиэль         |
| 27.5     | ивр. צומת ללא שם‎ (Перекрёсток без имени)                          |     | Шазор          | Въезд в Шазор            |
| 28       | ивр. צומת ללא שם‎ (Перекрёсток без имени)                          |     | Саджур         | Автодорога 8566          |
| 29       | ивр. צומת ראמה‎ (Перекрёсток Раме)                                 |     | Раме           | / Шоссе 804 / Шоссе 864  |
| 33       | ивр. צומת חנניה ‎ (Перекрёсток Ханания)                            |     | Ханания        | Шоссе 866                |
| 34       | ивр. צומת חלפתא‎ (Перекрёсток Халафта)                             |     | Ханания        | Шоссе 806                |
| 40       | ивр. צומת נחל עמוד‎ (Перекрёсток Нахаль-Амуд)                      |     | Кадарим        | Шоссе 65                 |
| 45       | ивр. צומת ללא שם‎ (Перекрёсток без имени)                          |     | Кахаль         | Въезд в Кахаль           |
| 47       | ивр. צומת עמיעד‎ (Перекрёсток Амиад)                               |     | Амиад          | Шоссе 90                 |

## Достопримечательности
- город Акко
- Нахаль-Амуд
- Кибуц Моран
- озеро Кинерет